# Angle d'ascens
En aerodinàmica, l'angle d'ascens és la relació entre la distància recorreguda per terra i l'altitud guanyada i s'expressa en percentatge. L'angle d'ascens es pot definir com l'angle entre un pla horitzontal que representa la superfície de la Terra i la ruta de vol real seguida per l'aeronau durant el seu ascens.
La velocitat d’un tipus d'avió al qual l'angle d'ascens més gran s'anomena VX. Sempre és més lent que VY, la velocitat per al millor règim d'ascens.
Com que aquest últim proporciona la manera més ràpida de guanyar nivells d’altitud, independentment de la distància recorreguda durant una maniobra, és més rellevant per a la travessia. Per contra, l’angle màxim d'ascens és on l’aeronau guanya la major altitud en una distància determinada, independentment del temps necessari per a la maniobra. Això és important per evitar un obstacle i, per tant, és la velocitat que un pilot utilitza en executar un enlairament de "camp curt".
VX augmenta amb l’altitud i VY disminueix amb l’altitud fins que convergeix amb el sostre absolut de l'aeronau.
La velocitat pel millor angle d'ascens (BAOC) per a un avió és la velocitat a la qual el màxim empenyiment d'excés està disponible. L'empenyiment d'excés és la diferència entre l'arrossegament total de l’avió i la sortida d’empenyiment del motor. Per a un avió de reacció, aquesta velocitat s'aproxima molt a la velocitat a la qual es produeix l’arrossegament mínim total.